# Happy... bordée 20 ans
Albums de Soldat Louis
Sales gosses VIP: Very Intimes Poteaux
Happy... Bordée 20 ans, sorti en 2009, est le onzième album de Soldat Louis et le troisième live. 
Le double album et le DVD, le deuxième publié par Soldat Louis, de la tournée ont été enregistrés lors du passage sur le Festival de Poupet à Saint-Malô-du-Bois (85). Le programme proposé sur le double album et le DVD est identique.

## Liste des chansons
CD1
| No  | Titre                        | Auteur                           | Durée |
| --- | ---------------------------- | -------------------------------- | ----- |
| 1.  | Tirer des caisses            | Wicknam / Wicknam - Soldat Louis | 5:27  |
| 2.  | Savannah                     | Wicknam / Wicknam - Soldat Louis | 4:15  |
| 3.  | C'est quand qu'les c...      | Wicknam / Wicknam                | 5:30  |
| 4.  | Encore un rhum               | Wicknam / Wicknam - Soldat Louis | 5:40  |
| 5.  | The show must go on          | Wicknam / Wicknam - Soldat Louis | 4:21  |
| 6.  | Soldat Louis                 | Soldat Louis                     | 3:39  |
| 7.  | Le Bagad de Lann-Bihoué      | Souchon / Voulzy                 | 3:50  |
| 8.  | Bow Lane                     | Soldat Louis                     | 2:36  |
| 9.  | Les p'tites du bout du monde | Wicknam / Wicknam - Soldat Louis | 4:19  |
| 10. | Sales gosses                 | Wicknam / Wicknam                | 4:15  |
| 11. | Du rhum, des femmes          | Wicknam / Wicknam - Soldat Louis | 7:08  |

CD2
| No  | Titre                                  | Auteur                           | Durée |
| --- | -------------------------------------- | -------------------------------- | ----- |
| 1.  | Martiniquaise                          | Wicknam / Wicknam - Soldat Louis | 6:24  |
| 2.  | Le sonneur de Quimperlé                | Wicknam / Wicknam                | 5:00  |
| 3.  | Juste une gigue en do                  | Wicknam / Wicknam - Soldat Louis | 4:25  |
| 4.  | Femmes de légendes                     | Wicknam / Wicknam                | 6:26  |
| 5.  | Bobby Sands                            | Wicknam / Wicknam                | 5:49  |
| 6.  | C'est un pays                          | Wicknam / Wicknam - Soldat Louis | 7:01  |
| 7.  | Galerian                               | Soldat Louis                     | 3:58  |
| 8.  | Survivre en ennemis                    | Wicknam / Wicknam - Soldat Louis | 5:23  |
| 9.  | Pavillon noir                          | Wicknam / Wicknam                | 4:41  |
| 10. | Du rhum, des femmes (nouvelle version) | Wicknam / Wicknam - Soldat Louis | 5:41  |
| 11. | Tonton Louis                           | Wicknam / Wicknam                | 5:31  |

## Composition du groupe
- Anthony Masselin : Cornemuse/Uilleann pipes/Flûtes
- Christophe Sonnic : Batterie/Percussions
- Gary Wicknam (alias Renaud Detressan) : Guitare/Chœurs
- Hervé Le Guillou : Basse
- Jean-Paul Barrière : Claviers/Chœurs
- Michel Banuls : Guitare/Chant/Chœurs
- Soldat Louis (Serge Danet) : Guitare lead/Banjo/Chant